# Запорізькі джерела
Запорізькі джерела — гідрологічна пам'ятка природи місцевого значення. Об'єкт розташований на території Добровеличківського району Кіровоградської області, поблизу с. Дружелюбівка.
Площа — 0,01 га, статус отриманий у 1971 році.